# FINALE (PIERROTのアルバム)
『FINALE』（フィナーレ）は、日本のバンドPIERROTのメジャーデビュー・アルバム。1999年7月7日に発売された。発売元は東芝EMI。

## 概要
メジャーデビュー・アルバムにもかかわらず「FINALE（=終楽章）」と名付けられたのは、「終わりは始まり」という逆説的なコンセプトを元にしているため。そのコンセプト通り、一貫した終末観が描かれている。
楽曲中の登場人物をアダムとイブに見立て、この2人が様々な世代に生まれ変わりながら互いを求め合うという展開になっている。このストーリーは3枚目のアルバム『HEAVEN〜THE CUSTOMIZED LANDSCAPE〜』まで続く。
リリース日が1999年7月7日であることも、ノストラダムスの予言に意図的に合わせたものであると思われる。
このアルバムを携えて、1999年7月20日には初の野外ライブ『Dictators Circus IV -Birth of Newborn Baby-』や、9月3日から東名阪ホールツアーの『FORETELLER'S ERROR』、10月26日から全国ホールツアーの『FORETELLER'S MUTATION』が行われた。
初回盤があり、特典はデジパック仕様、フォトカード封入、カラーブックレット、ピクチャーディスクであった。
トータルで19万枚以上売り上げ、PIERROTのアルバムでは最も高いセールスを記録した。

## 収録曲
全作詞：キリト
太字はシングル曲。
1. FINALE
  - 作曲：潤
2. ハルカ…
  - 作曲：潤

メジャー3rdシングル1曲目。アレンジ等はシングル盤と変わりなく、アウトロから次曲へと繋げる演出も本作で用いられた。（ただしシングルでは完奏せずに、次曲へ移していたのに対し、本作では完奏した後、オーディエンスのSEによって移る。）
3. CREATIVE MASTER
  - 作曲：アイジ
4. カナタヘ・・・ (Album Mix)
  - 作曲：キリト

メジャー3rdシングル「ハルカ…／カナタへ…」2曲目。
5. ECO=System
  - 作曲：キリト
6. MAGNET HOLIC
  - 作曲：キリト
7. MAD SKY -鋼鉄の救世主-
  - 作曲：アイジ

メジャー2ndシングル。
8. SACRED
  - 作曲：キリト
9. ICAROSS
  - 作曲：アイジ
10. ラストレター
  - 作曲：キリト

メジャー4thシングルにしてPIERROTの最大ヒットシングル。
11. クリア・スカイ (Album Version)
  - 作曲：キリト

メジャーデビューシングル。シングル盤にはない歌詞が追加された。
12. CHILD
  - 作曲：キリト
13. Newborn Baby
  - 作曲：キリト